# Томицкий, Пётр
Пётр Томицкий (1464, Томице — 29 октября 1535, Краков) — польский церковный и государственный деятель, епископ пшемысльский (1514—1520), познанский (1520—1525) и краковский (1524—1535), подканцлер коронный (1515—1535), секретарь королевский, гуманист-адвокат, оратор и дипломат.

## Биография
Представитель польского шляхетского рода Томицких герба «Лодзя». Сын хорунжего познанского Николая из Томиц и Анны Шамотульской. После смерти своего отца в 1478 году, Пётр Томицкий попал ко дворе своего дяди, воеводы познанского Анджея Шамотульского. Известно, что он учился в кафедральной школе в Гнезно, в 1486 году — Лейпциге, затем — в Краковской Академии, где получил степень бакалавра. С 1493 года — магистрат философии. В том же году поступил на юридический факультет в Болонье, который закончил в 1500 году. Вероятно, также учился в Вене.
Сразу же после окончания учёбы он начал свою карьеру в римской курии, став канцлером кардинала Фредерика Ягеллона, который даровал ему, несмотря на то, что он ещё не был священником, ряд церковных должностей, в том числе сан архидьякона краковского. После смерти кардинала Фредерика Ягеллона он попал на двор епископа познанского Яна Любранского, где находился в период с 1503 по 1506 год. Затем поступил на службу в коронную канцелярию короля Сигизмунда Старого. На королевской службе он неоднократно ездил в качестве королевского секретаря в Венгрию, Валахию и Померанию. Во время своей службы получил от короля многочисленные дарения.
В 1511 году Пётр Томицкий был рукоположен в священники, в 1514 году получил чан епископа пшемысльского, а через год стал подканцлером коронным (эту должность он занимал до самой смерти). В 1515 году, вместе с канцлером коронным Кшиштофом Шидловецким, стал основным разработчиком договора с Габсбургами. После смерти Яна Любранского в 1520 году получил сан епископа познанского, отказавшись от должности епископа пшемысльского. В Великой Польше он находился изредка, посвящая себя политике и работе при королевском дворе. В 1524 году Пётр Томицкий вступил в сан епископа краковского, а также папского нунция и коллектора папской дани. В 1525 году он отрекся от сана епископа познанского, а также способствовал соглашению между польским королём Сигизмундом Старым и прусским герцогом Альбрехтом Гогенцоллерном. С 1524 года П. Томицкий одновременно исполнял функции епископа краковского и подканцлера коронного, что было несовместимо с тогдашним польским законодательством.
Пётр Томицкий был одним из важнейших представителей польского ренессанса. Обучение в Италии и пребывание при дворе Яна Любранского, а также контакты со светскими умами Европы, в том числе с Эразмом Роттердамским, сформулировали в нём гуманистические интересы. Главной заслугой Томицкого было его покровительство над артистами. Под его руководством Анджей Нагорный написал «Acta Tomiciana» — сборник документов времен подканцлерства Петра Томицкого, в Краковской Академии основал кафедру римского права, а также ввел преподавание греческого языка и иврита.
Пётр Томицкий скончался в Кракове 29 октября 1535 года и был похоронен в созданной при его участии часовне Вавельского собора.